# Cuộc đua kỳ thú (mùa 4)
The Amazing Race Vietnam - Cuộc đua kỳ thú 2015: Người nổi tiếng VS Fan hâm mộ  là chương trình thứ tư của loạt chương trình gameshow được phát sóng tại Việt Nam, dựa trên chương trình truyền hình thực tế The Amazing Race của Hoa Kỳ. The Amazing Race Vietnam 2015 bao gồm 8 đội; mỗi đội gồm hai người.
Chương trình được phát sóng vào lúc 21:10 tối thứ 6 hàng tuần từ ngày 17/7/2015 đến hết ngày 25/9/2015 trên kênh VTV3 của Đài Truyền hình Việt Nam. MC Phan Anh là người dẫn dắt chương trình này tạm thay thế cho Huy Khánh.
Với phiên bản 2015 có nhiều điểm mới mẻ, Cuộc đua kỳ thú năm nay hứa hẹn sẽ còn mang đến nhiều điều hấp dẫn hơn nữa so với ba mùa vừa qua, phiên bản là cuộc đối đầu giữa người nổi tiếng và những fan hâm mộ của show thực tế nổi tiếng, Cuộc đua kỳ thú 2015 đã nhanh chóng lập kỷ lục khi đón nhận hơn 7.500 người đến tham gia buổi tuyển chọn trong Vòng sơ tuyển tại Hà Nội và TP.HCM.
Đội Cam - Ngọc Anh & Nhật Anh đã về nhất chặng chung kết, qua đó trở thành đội chiến thắng Cuộc đua kỳ thú 2015 và giành giải thưởng 300 triệu, đồng thời xác lập kỷ lục là đội có số lần về nhất nhiều nhất trong lịch sử Cuộc đua kỳ thú tính đến hiện tại.

## Kết quả
| Tên thành viên                | Nghề nghiệp - Màu đội đua - Số thứ tự      | 1  | 2  | 3    | 4   | 5#       | 5#  | 6         | 7   | 8   | 9      | 10* | Thứ hạng trung bình | Số lần vượt rào            |
| ----------------------------- | ------------------------------------------ | -- | -- | ---- | --- | -------- | --- | --------- | --- | --- | ------ | --- | ------------------- | -------------------------- |
| Ngọc Anh - Nhật Anh           | Huấn luyện viên lặn biển (1)               | 1  | 2  | 1    | 1   | 5ε11     | 1   | 613 14 15 | 1   | 119 | 220 21 | 1   | 2.0                 | Ngọc Anh 4 - Nhật Anh 5    |
| Chí Thành - Thúc Lĩnh Lincoln | Sinh viên tại Pháp & Quản lý khách sạn (2) | 3  | 52 | 4    | 2   | 411      | 6   | 513 14 15 | 2   | 218 | 1ƒ     | 222 | 3.3                 | Chí Thành 4 - Lincoln 4    |
| Băng Di - Trang Pháp          | Diễn viên - Ca sĩ (8)                      | 8  | 83 | 5    | 78  | 3        | 4   | 214 15    | 5   | 418 | 320 21 | 322 | 4.7                 | Băng Di 4 - Trang Pháp 5   |
| Đăng Hoàng - Thùy Anh         | Giáo viên - Diễn viên (7)                  | 5  | 72 | 76   | 5   | 211      | 212 | 414 15    | 317 | 318 | 420 21 |     | 4.2                 | Đăng Hoàng 4 - Thùy Anh 5  |
| Trương Nam Thành - Hải Băng   | Người mẫu - Ca sĩ (5)                      | 2  | 62 | 2    | 68  | 19       | 5   | 113 15    | 4   | 518 |        |     | 3.6                 | Nam Thành 4 - Hải Băng 4   |
| Phương Ly - Joo Young         | Nhân viên văn phòng (3)                    | 7  | 4  | 34   | 4   | 611      | 3   | 314 15    | 616 |     |        |     | 4.5                 | Phương Ly 24 - Joo Young 4 |
| Song Ngư - Trúc Như           | Diễn viên (4)                              | 61 | 32 | 6    | 38  | 79 10 11 | 7   |           |     |     |        |     | 5.3                 | Song Ngư 3 - Trúc Như 2    |
| Tim - Anh Đức                 | Ca sĩ - Diễn viên hài (6)                  | 4  | 12 | 85 6 | 8 7 |          |     |           |     |     |        |     | 5.3                 | Tim 2 - Anh Đức 1          |

Chú giải #:  Chặng 5 là chặng đua kép gồm 2 vượt rào và 1 lựa chọn kép, được chia thành 2 tập phát sóng.

Chú giải *:  Chặng 10 - chặng chung kết không có Vượt rào.

Chú giải 1:  Đội Xanh Dương ban đầu về đích thứ 6 nhưng do bắt phải taxi không hợp lệ nên bị phạt 15 phút tại điểm về đích. Hết thời gian phạt họ vẫn ở vị trí thứ 6.

Chú giải 2:  Ở nhiệm vụ Vượt rào, đội Đỏ, Xanh lá, Xanh Dương, Hồng, Vàng đã hái bắp vượt quá khối lượng quy định bị phạt 10 phút tại chỗ.

Chú giải 3:  Đội Nâu ban đầu về đích thứ 4 nhưng do bị đánh dấu loại ở Quảng Ninh nên bị phạt 30 phút tại điểm về đích. Hết thời gian phạt họ đã tụt xuống vị trí cuối cùng nhưng may mắn ở lại với cuộc đua vì chặng 2 là một chặng không loại.

Chú giải 4:  Phương Ly đội Tím đã bỏ Vượt rào và bị phạt 2 tiếng tại chỗ.

Chú giải 5:  Ở nhiệm vụ Vượt rào, Cát Vũ (Tim) đội Đỏ đã sử dụng sai dây cáp và bị phạt 30 phút tại điểm về đích.

Chú giải 6:  Ở lộ trình làm khèn, đội Đỏ và Hồng đã làm hỏng một bộ phận của khèn, họ bị phạt 15 phút tại điểm về đích. Riêng đội Đỏ phải chịu thêm hình phạt 30 phút và bị đội Hồng vượt qua.

Chú giải 7:  Đội Đỏ ban đầu về đích thứ 4 nhưng do bị đánh dấu loại ở Hà Giang nên phải chịu phạt 45 phút tại điểm về đích. Hết thời gian phạt, họ đã tụt xuống vị trí cuối cùng và bị loại.

Chú giải 8:  Ở lộ trình đẩy xe trượt băng, đội Vàng, Nâu, Xanh Dương đã không hoàn thành và bị phạt 15 phút tại chỗ.

Chú giải 9:   Ở lộ trình cho voi ăn và cưỡi voi, ghi nhớ thứ tự các loài hoa. Đội Vàng và Xanh Dương đã không nhớ chính xác thứ tự. Họ bị phạt tắm voi.

Chú giải 10:  Ở lộ trình mua đồ vật được chỉ định, đội Xanh Dương đã bỏ cuộc và bị phạt 2 tiếng tại chỗ.

Chú giải 11:  Ở lựa chọn kép, với nhiệm vụ "Giấy", đội Hồng, Xanh lá, Tím, Xanh Dương đã không làm đúng theo mẫu và bị phạt đi bằng 2 tay quanh xưởng, sau đó phải làm lại những sản phẩm sai. Với nhiệm vụ "Đất", đội Cam đã làm hỏng một bình gốm và bị phạt bưng bình nước về xưởng chế tác sao cho mực nước không dưới mức quy định và phải thực hiện lại.

Chú giải 12:  
Ở lộ trình đẩy xe thồ, đội Hồng đã làm vỡ 2 ấm đất và bị phạt 4 phút tại chỗ.

Chú giải 13:  
Ở lộ trình pha chế cocktail, đội Cam, Xanh lá, Vàng không được bartender chấp nhận và phải làm lại.

Chú giải 14:  Ở nhiệm vụ Vượt rào, đội Tím, Cam, Hồng, Xanh lá phạm quy 1 lần và bị phạt 10 phút. Riêng đội Nâu phạm quy 3 lần và bị phạt 30 phút tại chỗ.

Chú giải 15:  Ở lựa chọn kép, với nhiệm vụ "Thủy", đội Tím, Cam, Nâu, Xanh lá bị phạt 30 phút do thực hiện quá thời gian quy định trong 3 lượt, riêng đội Vàng bị phạt 40 phút trong 4 lượt. Với nhiệm vụ "Thổ", đội Hồng đã làm đổ quá nhiều nước và đếm sai số bậc thang nên bị phạt 25 phút. Sau đó họ phải xuống núi và đếm lại.

Chú giải 16:  Đội Tím đã bỏ lộ trình đẩy thùng nước tại núi Thới Lới, bị phạt 2 tiếng tại chỗ.

Chú giải 17:  Đội Hồng trên đường về đích gặp người dân rồi cả ba giẫm thảm cùng nhau, sau đó người dân về.

Chú giải 18:  Ở lộ trình lặn và tính toán, đội Xanh lá, Hồng, Vàng, Nâu bị phạt 15 phút do tính sai và phải thực hiện lại.

Chú giải 19:   Ở nhiệm vụ Vượt rào, đội Cam đã không hoàn thành trong thời gian quy định nên bị phạt 15 phút và phải thực hiện lại.

Chú giải 20: Ở lộ trình tìm vali và mật thư trong trường học, đội Cam, Hồng bị phạt 15 phút do quá giờ quy định, riêng đội Nâu bị phạt 30 phút và không có cơ hội lựa chọn từ Phan Anh do thất bại cả hai lần thực hiện.

Chú giải 21:  Ở lộ trình đẩy bóng, đội Cam, Nâu, Hồng bị phạt do thực hiện quá thời gian quy định, sau đó họ mới được làm tiếp nhiệm vụ.

Chú giải 22:  Ở lộ trình bắt vịt, đội Xanh lá và Nâu đã thực hiện quá thời gian quy định và bị phạt 10 phút. Sau đó mới được thực hiện lại.
Màu đỏ biểu thị đội đã bị loại.

Màu xanh dương gạch dưới biểu thị đội về chót trong một chặng an toàn.

Chữ ƒ màu xanh biểu thị đội giành được Nhảy cóc.

Chữ ε màu tím biểu thị đội sử dụng Thẻ Ưu Tiên.

Dấu ⊃ màu nâu biểu thị đội sử dụng Rào cản; ⊂ biểu thị đội bị Rào cản tác động; ⊂⊃ biểu thị chặng đua có Rào cản nhưng không đội nào sử dụng.

() biểu thị trình tự của các đội bắt cặp được thành lập. Các đội có cùng số thứ tự trong dầu ngoặc là hai đội bắt cặp cùng nhau

## Tổng kết các chặng đua

### Chặng 1 (Quảng Ninh)

Tổng hợp cuộc đua

- Hạ Long, Quảng Ninh (Đảo Tuần Châu) (Vạch xuất phát)
- Hạ Long, Quảng Ninh (Cảng tàu Bãi Cháy)
- Hạ Long, Quảng Ninh (Hang Luồn)
- Hạ Long, Quảng Ninh (Bảo tàng Quảng Ninh)
- Hạ Long, Quảng Ninh (Bảo tàng Quảng Ninh hay Thư viện Quảng Ninh)
- Quảng Ninh (Mỏ than Quảng Ninh)
- Hạ Long, Quảng Ninh (Cầu Bài Thơ 1)
- Tại điểm xuất phát, mỗi đội chơi đạp xe đạp đôi cùng nhau đến cảng tàu Bãi Cháy, thành phố Hạ Long để tìm thùng mật thư được đặt tại đây.
- Đội chơi tìm đường đến nhà bè có dấu hiệu của chương trình trước cửa hang Luồn để nhận một chiếc thuyền nan. Sau đó, mặc áo phao chèo thuyền nan đến điểm đánh dấu của chương trình để nhận mật thư tiếp theo. Các đội chơi dùng thuyền nan chèo xuyên qua hang Luồn đến khu vực quy định để tìm chai nhựa có dấu hiệu của chương trình. Mang chai nhựa có dấu hiệu của chương trình gặp người giám sát ở nhà bè trước cửa hang Luồn để nhận mật thư tiếp theo.
- Đội chơi tìm đường đến cổng chính Bảo tàng Quảng Ninh để thực hiện Lựa chọn Kép đầu tiên của cuộc đua, các đội phải lựa chọn giữa Bảo tàng và  Thư viện. Chọn Bảo tàng, mỗi đội chơi được phát 5 tấm thẻ ghi vắn tắt thông tin về một số hiện vật. Các đội vào trong bảo tàng tìm kiếm, nhận dạng và ghi nhớ hiện vật tấm thẻ mô tả. Sau đó, gắn tấm thẻ lên tấm hình hiện vật tương ứng. Chọn Thư viện, đến quầy lễ tân nhận 30 quyển sách của chương trình, sắp xếp các quyển sách lên kệ theo đúng vị trí đã được các thủ thư sắp xếp trên kệ. Sau khi hoàn thành nhiệm vụ sẽ nhận mật thư tiếp theo.
- Các đội chơi đến mỏ than Quảng Ninh. Tại đây mỗi đội dùng xe cút kít vận chuyển 150 kg than trên quãng đường 1 km đến vị trí chỉ định giao cho người giám sát. Sau khi hoàn thành nhiệm vụ sẽ nhận mật thư tiếp theo
- Về đích: Đội chơi đến điểm về đích tại cầu Bài Thơ 1, thành phố Hạ Long. Đội về đích đầu tiên sẽ nhận được Thẻ ưu tiên. Và nếu như đội đi đến vị trí cuối cùng bị loại thì tuy nhiên ở chặng 1 không bị loại nếu chặng 2,3,... có thể bị loại.

### Chặng 2 (Quảng Ninh→Cao Bằng)
- Thành phố Hạ Long - Quảng Ninh (Điểm xuất phát)

Lộ trình
- Đội chơi tìm đường đến cầu Pác Rằng - Cao Bằng để tìm mật thư tiếp theo. Đội chơi có 2 triệu đồng cho chặng đua này.
- Đội chơi tìm đường đến khu vực được đánh dấu tại khu du lịch sinh thái hồ Thang Hen - Cao Bằng. Tại đây đội chơi phải sử dụng những dụng cụ, vật liệu do chương trình cung cấp để hoàn thành một chiếc bè. Sau đó đội chơi sử dụng chiếc bè để sang bên kia hồ, đến khu vực được đánh dấu, bắt một đôi vịt được chỉ định và mang đôi vịt đó giao cho người giám sát để nhận mật thư tiếp theo.
- Lựa chọn kép: Các đội phải lựa chọn giữa  Sắp đặt và Uốn lượn.

Chọn Sắp đặt, đội chơi tìm đường đến bãi đất trống cạnh trường tiểu học tại xã Phúc Sen, một thành viên trong đội chơi phải trèo lên chòi cao, nhận yêu cầu và hướng dẫn thành viên còn lại sắp xếp những thanh tre. Nếu hoàn thành đúng yêu cầu trong thời gian 4 phút, đội chơi sẽ nhận được mật thư tiếp theo.
Chọn Uốn lượn, đội chơi tìm đường đến Sân vận động trung tâm thị trấn Quảng Uyên - Cao Bằng. Tại đây, đội chơi sẽ được xem đội múa rồng của người dân tộc Nùng biểu diễn một bài múa trong thời gian 3 phút. Sau đó, hai thành viên của đội chơi phải biểu diễn lại bài múa đã xem theo đúng yêu cầu của người giám sát. Nếu thành công, đội chơi sẽ nhận được mật thư tiếp theo.
- Vượt rào: Ai thích ăn ngô?: Đội chơi tìm đường đến làng Phia Trang Dưới, xã Phúc Sen, huyện Quảng Uyên, tỉnh Cao Bằng. Tại đây thành viên thực hiện Vượt rào sẽ được cung cấp một số vật dụng để đi đến ruộng ngô và thu hoạch trong khoảng từ 20 – 23 kg theo đúng tiêu chuẩn. Mang đủ số lượng ngô theo yêu cầu về điểm xuất phát và giao lại cho người giám sát, đội chơi sẽ nhận được mật thư tiếp theo.
- Đội chơi phải xin ngủ qua đêm tại những ngôi nhà trong bản Pác Rằng. Tại đây, mỗi đội chơi chỉ được xin nghỉ tại một ngôi nhà. Nếu ngôi nhà mà họ đang xin đã có đội chơi khác thì đội chơi phải lập tức tìm một địa điểm khác.
- Đội chơi tìm đường đến những lò rèn được đánh dấu của chương trình trong bản Pác Rằng. Tại đây, đội chơi sẽ được các nghệ nhân hướng dẫn công đoạn để làm một con dao. Sau đó, đội chơi sẽ được cung cấp nguyên liệu, dụng cụ để thực hiện công đoạn làm dao vừa được quan sát. Hoàn thành nhiệm vụ, đội chơi sẽ nhận được mật thư tiếp theo.
- Về đích: Đội chơi tìm đường về đích tại thác Bản Giốc, tỉnh Cao Bằng. Đội chơi về đích cuối cùng có thể bị loại.

### Chặng 3 (Cao Bằng→Hà Giang)
- Cao Bằng (Điểm xuất phát)

Lộ trình
- Đội chơi tìm đường đến bản Tòng, xã Niêm Sơn, huyện Mèo Vạc, tỉnh Hà Giang để tìm mật thư tiếp theo.
- Vượt rào: Ai thích chinh phục độ cao?: Đội chơi di chuyển bằng xe gắn máy đến dốc Tò Đú, huyện Mèo Vạc, tỉnh Hà Giang. Tại đây thành viên thực hiện Vượt rào phải di chuyển trên một sợi dây bắc ngang qua hai mỏm núi. Nếu thành viên thực hiện Vượt rào là nam thì có thời gian là 10 phút, nữ là 15 phút. Hoàn thành thử thách, đội chơi sẽ nhận được mật thư tiếp theo.
- Lựa chọn kép: Âm nhạc hay Ẩm thực

Âm nhạc: Đội chơi tìm đường bản Suối Kạn, xã Pả Vi, huyện Mèo Vạc, tỉnh Hà Giang. Tại đây đội chơi sẽ được nghe nghệ sĩ người dân tộc Mông biểu diễn một bài dân ca của dân tộc Mông. Đội chơi có 10 phút để học lời bài hát. Rồi sau đó đội chơi phải biểu diễn lại bài dân ca vừa được nghe sao cho trùng khớp cả giai điệu lẫn lời bài hát. Hoàn thành nhiệm vụ, đội chơi sẽ nhận được mật thư tiếp theo.
Ẩm thực: Đội chơi tìm đường đến khu vực được đánh dấu gần Ủy ban nhân dân xã Pả Vi, huyện Mèo Vạc, tỉnh Hà Giang để thực hiện nhiệm vụ nấu xôi ngũ sắc của người Mông. Tại đây, đội chơi phải bốc thăm ngẫu nhiên để tìm ra 2 màu sắc, tự tìm màu thực vật để nhuộm xôi. Đội chơi phải nhuộm màu cho xôi, nấu xôi, bày xôi theo yêu cầu của người giám sát. Hoàn thành nhiệm vụ, đội chơi sẽ nhận được mật thư tiếp theo.
- Đội chơi tìm đường đến sân vận động huyện Lò Vạc, thị trấn Mèo Vạc, tỉnh Hà Giang. Tại đây hai thành viên của đội chơi phải dùng một tấm ván dài và một tấm ván ngắn để di chuyển qua 6 bục đá khác nhau. Trong quá trình thực hiện nhiệm vụ, đội chơi không được di chuyển các bục đá và để các tấm ván cũng như bất kỳ bộ phận cơ thể nào chạm đất. Hoàn thành nhiệm vụ, đội chơi sẽ nhận được mật thư tiếp theo.
- Vác cỏ: Đội chơi tìm đường đến khu vực được đánh dấu của chương trình trên đường Hạnh Phúc, đoạn từ Mèo Vạc đến Đồng Văn. Tại đây đội chơi nhận 2 bó cỏ, mỗi bó nặng 15 kg. Sau đó, đội chơi phải vác 2 bó cỏ di chuyển theo con đường quy định 2 km đến địa điểm giao lại cho người giám sát. Hoàn thành nhiệm vụ, đội chơi sẽ nhận được mật thư tiếp theo.
- Làm khèn: Đội chơi đi vào ngôi nhà được đánh dấu của chương trình. Tại đây đội chơi sẽ được cung cấp một số bộ phận chưa hoàn chỉnh của chiếc khèn của người dân tộc Mông. Đội chơi phải lắp ráp và căn chỉnh âm thanh sao cho chiếc khèn giống theo mẫu chiếc khèn đã được hoàn chỉnh. Hoàn thành nhiệm vụ, đội chơi mới được đi tiếp.
- Về đích: Đội chơi tìm đường về đích tại điểm tham quan đèo Mã Pỉ Lèng, tỉnh Hà Giang. Đội chơi về đích cuối cùng có thể bị loại.

### Chặng 4 (Hà Giang→Hà Nội)
- Hà Giang (Điểm xuất phát)

Lộ trình
- Trượt băng: Đội chơi tìm đường đến Royal City. Tại đây, đội chơi đến sân trượt băng, 1 người ngồi trên ghế trượt, thành viên còn lại đẩy và điều khiển chiếc ghế trượt đến điểm đánh dấu thì phải buông tay sao cho ghế trượt và người ngồi trên xuyên qua 2 lá cờ ở vạch đích. Nếu hoàn thành đúng yêu cầu, đội chơi sẽ nhận được mật thư tiếp theo. Nếu không hoàn thành trong 2 lần chơi, đội chơi sẽ bị phạt 15 phút.
- Lựa chọn kép: Các đội phải lựa chọn giữa  Mạo hiểm và Trí tuệ.

Chọn Trí tuệ, đội chơi di chuyển bằng taxi đến chùa Thầy, xã Sài Sơn, huyện Quốc Oai. Mỗi đội được cung cấp 5 bộ mảnh ghép. Mỗi bộ gồm các chữ cái đánh số thứ tự theo bảng chữ cái tiếng Anh. Dựa trên các gõ Telex, đội chơi phải ghép 5 bộ mảnh ghép thành 5 hình vuông, mỗi hình vuông tạo nên một từ có nghĩa và phải thành một câu hoàn chỉnh (sống năng lượng bứt phá). Nếu hoàn thành, đội chơi sẽ nhận được mật thư tiếp theo.
Chọn Mạo hiểm, đội chơi tìm đường đến làng văn hóa du lịch các dân tộc Việt Nam tại hồ Đồng Mô, Sơn Tây. Tại đây, một thành viên của đội chơi điều khiển xe ô tô địa hình theo lộ trình quy định, thành viên còn lại cầm ly nước bằng một tay. Họ phải đảm bảo sao cho mực ước trong ly khi về đến đích cao hơn hay bằng mức cho phép. Nếu hoàn thành đúng yêu cầu, đội chơi sẽ nhận được mật thư tiếp theo. Đội chơi có tối đa 2 lần chơi, nếu không hoàn thành, đội chơi sẽ bị phạt 30 phút.
- Cờ người: Đội chơi tìm đường đến văn miếu Quốc Tử Giám. Tại đây, đội chơi tìm 2 người đang chơi cờ tướng có dấu hiệu của chương trình. Đội chơi bốc thăm ngẫu nhiên một thế cờ và quan sát hai người đàn ông chơi thế cờ này. Khi đã ghi nhớ, họ phải tìm ra những người mặc áo có quân cờ tương ứng sắp vào bàn cờ và chơi lại ván cờ đó theo đúng khẩu lệnh họ đã được chỉ dẫn. Hoàn thành nhiệm vụ, đội chơi sẽ nhận được mật thư tiếp theo.
- Vượt rào: Ai thích giày đẹp?: Đội chơi tìm đường đến ngã tư phố Tạ Hiện và Lương Ngọc Quyến. Tại đây thành viên thực hiện Vượt rào sẽ được cung cấp một thùng đồ nghề đánh giày và phải đánh ít nhất 5 đôi giày và được số tiền tối thiểu 1 triệu đồng. Thành viên thực hiện Vượt rào không được nói chuyện với khách đánh giày, thành viên không thực hiện có thể giúp thành viên thực hiện Vượt rào tìm kiếm khách. Hoàn thành nhiệm vụ, đội chơi sẽ nhận được mật thư tiếp theo.
- Về đích: Đội chơi tìm đường về đích tại vườn hoa Lê Thánh Tông (bên cạnh Nhà hát Lớn Hà Nội). Đội chơi về đích cuối cùng có thể bị loại.

### Chặng 5 (chặng đua kép) (Hà Nội→Luang Prabang-Xiengkhuang;Xiengkhuang→Nghệ An)

#### Hà Nội→Luang Prabang-Xiengkhuang
- Hà Nội (Điểm xuất phát)

Lộ trình
- Tìm đường đến phòng vé 36A Trần Quang Diệu mua vé máy bay sớm nhất đến Luang Prabang, Cộng hòa dân chủ nhân dân Lào. Tại sân bay Luang Prabang, tìm người có dấu hiệu của chương trình, nói một câu mật khẩu bằng tiếng Lào để nhận được mật thư tiếp theo
- Đi xe tuk tuk có dấu hiệu của chương trình đến chùa Xieng Thong (chùa của Thành phố vàng) và nhận mật thư tiếp theo tại sân chùa
- Di chuyển đến trại voi Luang Prabang. Mỗi đội chơi bốc thăm ngẫu nhiên một con voi, cho voi ăn hết giỏ thức ăn mà chương trình cung cấp rồi giúp người quản tượng đeo ghế lên lưng voi để voi đưa đến điểm quy định. Trong quá trình di chuyển, đội chơi phải quan sát và ghi nhớ những tấm hình về loài hoa đặc trưng của Lào và khi về đến đích, họ có 2 phút để sắp xếp đúng vị trí những loài hoa đó. Nếu hoàn thành, người quản tượng sẽ trao cho họ mật thư để đi tiếp. Nếu không hoàn thành, họ sẽ bị phạt đi tắm voi.
- Tìm đường đến khu chợ đêm Luang Prabang, các đội chơi phải tìm được bức phù điêu giống tấm ảnh được cung cấp. Từ 100 000 Kip Lào cố gắng kiếm đủ 300 000 Kip Lào để mua vật phẩm theo yêu cầu. Hoàn thành thử thách, đội chơi sẽ nhận được mật thư tiếp theo.
- Vượt rào: Ai thích chụp ảnh?: Đội chơi tìm đường đến thác Khe Kèm (thác Kèm), Luang Prabang. Tại đây thành viên thực hiện Vượt rào phải đi bộ lên núi và chụp ảnh bảy bức tượng phật có ghi tên bảy ngày trong tuần bằng tiếng Anh. Hoàn thành nhiệm vụ, đội chơi sẽ nhận được mật thư đi tiếp.
- Lựa chọn kép: Các đội phải lựa chọn giữa  Đất và Giấy.

Chọn Đất, đội chơi di chuyển đến bản Chang Nua, một làm gốm truyền thống tại Luang Prabang. Sau khi được nghệ nhân hướng dẫn rồi dùng dụng cụ do chương trình cung cấp hoành thành một chiếc bình gốm. Nếu hoàn thành, đội chơi sẽ nhận được mật thư tiếp theo. Nếu không hoàn thành, đội chơi sẽ bị phạt bưng bình nước về xưởng sao cho mực nước đúng với quy định và phải thực hiện lại bình gốm khác.
Chọn Giấy, đội chơi tìm đường đến bản Noong Sài, làng nghề làm giấy truyền thống tại Luang Prabang. Sau khi được nghệ nhân hướng dẫn, đội chơi phải làm 5 tờ giấy dó bằng bột, hoa và lá cây. Nếu hoàn thành đúng yêu cầu, đội chơi sẽ nhận được mật thư tiếp theo từ nghệ nhân. Nếu sai (dù chỉ 1 tờ), đội chơi sẽ bị phạt đi bằng 2 tay vòng quay xưởng chế tác và phải làm lại những sản phẩm sai.
- Đội chơi tìm đường đến cánh đồng chum tại Xiengkhuang, Lào và tìm ra mật thư nằm đâu đó trong những chiếc chum ở cánh đồng chum
- Té nước: Đội chơi tìm đường đến khu vực được đánh dấu ở cánh đồng chum tại Xiengkhuang, Lào. Hai thành viên của đội chơi đứng tại vị trí quy định của chương trình. Một thành viên tạt nước và thành viên còn lại dùng chum để hứng nước. Sau đó đổ nước vào ba chum nhỏ sao cho mực nước cao hơn hay bằng mực nước quy định. Nếu hoàn thành đúng yêu cầu, đội chơi sẽ nhận được mật thư tiếp theo.
- Về đích: Đội chơi tìm đường về đích tại khu vực được đánh dấu của chương trình ở cánh đồng chum, Xiengkhuang, Lào.

#### Xiengkhuang→Nghệ An
Nghệ An (điểm xuất phát)
Lộ trình
- Tìm đường đến khu vực được đánh dấu của chương trình tại bản Trung Chính, xã Yên Khê, vườn quốc gia Pù Mát, huyện Con Cuông. Tại đây, một thành viên bịt mắt xuống ruộng bắt một con lươn còn sống, thành viên còn lại đứng trên bờ hướng dẫn thành viên bịt mắt bắt lươn. Sau khi bắt được, thành viên bịt mắt đem nghe theo chỉ dẫn đem con lươn đến nơi quy định để nhận được mật thư tiếp theo
- Vượt rào: Ai thích vượt thác.: Đội chơi tìm đường đến thác Kèm, vườn quốc gia Pù Mát, huyện Con Cuông. Tại đây thành viên thực hiện Vượt rào phải mang đầy đủ dụng cụ bảo hộ và leo đến khu vực có cờ của chương trình. Hoàn thành nhiệm vụ, đội chơi sẽ nhận được mật thư đi tiếp.
- Đẩy xe nồi đất: Đi taxi đến nhà anh Khoan tại xã Từ Sơn, huyện Đô Lương. Mỗi đội chơi nhận được một xe thồ và họ phải tự xếp số lượng nồi đất quy định vào sọt xe sau đó đẩy xe theo con đường quy định đến đền Hội Thiện, xã Tường Sơn mà không bị vỡ, với mỗi nồi bị vỡ sẽ bị phạt 2 phút. Hoàn thành nhiệm vụ, đội chơi sẽ nhận được mật thư đi tiếp.
- Phóng tác thơ: Tại đền thờ vua Quang Trung, mỗi đội chơi sẽ được thầy đồ cho 28 chữ trong bài thơ Hỏi trăng của nữ thi sĩ Hồ Xuân Hương. Các đội chơi phải xếp 28 chữ thành hai câu thơ có ý nghĩa, tuân thủ Đường luật. Sau đó ra khu vực chỉ định, ghi nhớ các chữ Nôm để dọc hai bên hàng cây và xếp các chữ tương ứng vào hai câu thơ họ đã sáng tác. Khi được thầy đồ đồng ý, đội chơi sẽ nhận được mật thư đi tiếp.
- Về đích: Đội chơi tìm đường về đích tại khu vực được đánh dấu của chương trình ở Quảng trường Hồ Chí Minh, thành phố Vinh, Nghệ An. Đội chơi về đích cuối cùng có thể bị loại.

### Chặng 6 (Nghệ An→Đà Nẵng-Hội An)
Đà Nẵng (điểm xuất phát)
Lộ trình
- Tìm đường đến cây đa di sản 800 tuổi tại bán đảo Sơn Trà. Tìm ra mật thư của chương trình trong 60 mật thư được treo trên cây. Nếu lấy phải mật thư không đúng, họ phải thực hiện yêu cầu trong mật thư.
- Tìm đường đến InterContinental Đà Nẵng Sun Peninsula Resort, tại quầy lễ tân, tìm người của chương trình để nhận mật thư.
- Đến quầy L.O.N.G bar trong InterContinental Đà Nẵng Sun Peninsula Resort, sau khi được người pha chế hướng dẫn, họ sẽ dùng những nguyên liệu được cung cấp để pha chế lại hai loại cooktail. Nếu thành công, đội chơi sẽ nhận được mật thư đi tiếp.
- Vượt rào: Ai thích làm phục vụ?: Đội chơi tìm đường đến bãi biển nằm ngay khách sạn InterContinental Đà Nẵng Sun Peninsula Resort, rồi bưng các cốc nước cho khách uống. Tại đây, 1 thành viên sẽ cầm số ly nước { đúng với số ly khách cần uống, ví dụ: bảo 2 cốc thì lấy 2 cốc }. Trong quá trình di chuyển, thành viên chỉ được cầm 1 bàn tay. Nếu đã hết cốc, họ sẽ nhận mật thư tiếp theo. Nếu không hoàn thành thử thách, họ sẽ bị phạt 10 phút/1 lỗi và phải thực hiện lại.
- Lựa chọn kép: Các đội chọn giữa Thủy.và Thổ.

Chọn Thủy, đội chơi di chuyển đến động Âm Phủ thuộc núi Ngũ Hành Sơn để đong nước theo yêu cầu của người giám sát. Mỗi đội chơi được cung cấp một bình đầy nước với dung tích 8l. Sau đó, dùng hai bình có dung tích 3l và 5l để tính toán và đong đếm sao cho trong bình 8l chỉ còn lại 4l. Nếu hoàn thành, đội chơi sẽ nhận được mật thư tiếp theo. Mỗi lượt chơi trong 5 phút, nếu không hoàn thành, đội chơi sẽ bị phạt 15 phút, sau đó làm lại từ đầu
Chọn Thổ, đội chơi tìm đường đến cơ sở sản xuất đá Huỳnh Công Mật đường Huyền Trân công chúa, mang một chiếc cối đá có chứa nước lên điểm đánh dấu tại chùa Tam Thai, quá trình di chuyển họ không được làm đổ nước. Ngoài ra, họ còn phải đếm chính xác số bậc thang từ chân núi lên trên điểm đánh dấu. Nếu hoàn thành đúng yêu cầu, đội chơi sẽ nhận được mật thư tiếp theo.
- Đội chơi tìm đường đến chùa Cầu, Hội An để thuyết phục một người bán tò he đồng ý giao cho họ 60 con tò he. Sau đó mang đi bán đúng với giá 30000 đ/con và mỗi khách chỉ được mua tối đa hai con tò he. Trong quá trình thuyết phục cũng như đi bán, họ không được nói chuyện mà chỉ dùng ngôn ngữ hình thể. Hoàn thành nhiệm vụ, bán hết số tò he, đội chơi sẽ nhận được mật thư đi tiếp.
- Về đích: Đội chơi tìm đường về đích tại Vòng quay mặt trời, công viên châu Á (Aisa Park), Đà Nẵng. Đội chơi về đích đầu tiên sẽ được nhận voucher của khách sạn đã làm thử thách Vượt rào. Ngược lại, đội chơi cuối cùng có thể bị loại.

### Chặng 7 (Đà Nẵng→Lý Sơn)
Đà Nẵng (Điểm xuất phát)
 Lộ trình 
- Đội chơi tìm đường đến Village để tìm mật thư tiếp theo.
- Trong chặng đua tiếp theo, các đội chơi phải di chuyển đến tỉnh Quảng Ngãi và tìm đến bến tàu Sa Kỳ để mua vé ra huyện đảo Lý Sơn
- Đội chơi phải di chuyển bằng xe ba bánh do chương trình cung cấp để đi đến khu vực được đánh dấu tại đường lên núi Thới Lới-huyện đảo Lý Sơn. Tại đây họ được giao một thùng rỗng và xe kéo. Đội chơi phải đẩy xe chở thùng rỗng lên lấy nước trên núi Thới Lới. Sau đó, các thánh viên phải tự lấy nước sao cho lượng nước phải bằng hoặc cao hơn vạch quy định và đội chơi phải dùng xe đẩy chở thùng nước xuống núi. Múc đủ nước đem về cho người giám sát, đội chơi sẽ nhận được mật thư đi tiếp.
- Lựa chọn kép: Các đội chọn giữa Đánh bắt.và Chế biến.
  - Chọn Đánh bắt, đội chơi sẽ di chuyển đến khu vực biển Hang Câu. tại đây họ sẽ nhận được các thiết bị để lặn biển bắt Cầu gai. Mật thư sẽ được trao nếu mỗi đội mang về đủ 10 con Nhum biển.
  - Chọn Chế biến, Đội chơi phải di chuyển bằng xe được cung cấp đến nhà cô Phường tại xã An Vĩnh-huyện đảo Lý Sơn để làm bánh ít lá gai truyền thống. Các đội chơi phải tự giã lá, nhào bột, gói bánh. Mỗi đội chơi phải làm ít nhất 30 cái bánh ít lá gai đạt chất lượng như cô Phường yêu cầu. Hoàn thành nhiệm vụ, đội chơi sẽ nhận được mật thư tiếp theo.
- Đội chơi tìm đường đến bến tàu Lý Sơn và tự tìm tàu, thuê tàu đến đảo Bé tức đảo An Bình. Tại bến tàu đảo Bé, đội chơi sẽ lấy được mật thư đặt trong thùng mật thư.
- Vượt rào: Ai thích đi cà kheo?: Trong nhiệm vụ này, các độ chơi phải cùng nhau di chuyển trên 2 tấm ván do chương trình cung cấp để đến điểm thực hiện nhiệm vụ. Chỉ với 5 phút cho mỗi lượt chơi, thành viên thực hiện Vượt rào phải đi cà kheo đến vạt đá quy định, sau đó đá một quả dừa đang bốc cháy xô đổ một trong ba cột đá quy định. Nếu thất bại, đội chơi sẽ bị phạt 10 phút và thực hiện lại mọi yêu cầu của nhiệm vụ. Làm đúng mọi yêu cầu, đội chơi sẽ nhận được mật thư đi tiếp.
- Hai thành viên đội chơi phải tiếp tục di chuyển bằng hai miếng ván đến khu vực được đánh dấu tại Hòn Đụn - đảo Bé. Tại đây, đội chơi sẽ được cung cấp một số hành khô, tỏi khô và nguyên liệu để làm một con rùa theo mẫu. Hoàn thành nhiệm vụ, đội chơi sẽ nhận được mật thư tiếp theo.
- Về đích: Đội chơi tìm đường về đích tại Vách đá bờ biển Hang Cò - đảo Bé. Đội về cuối có thể bị loại.

### Chặng 8 (Lý Sơn→Nha Trang)
Ga Nha Trang (Điểm xuất phát)
 Lộ trình 
- Đội chơi tìm đường đến đảo Khỉ nằm trên đảo Hòn Lao thuộc vịnh Nha Phu - thành phố Nha Trang. Tại đảo Khỉ, đội chơi sẽ nhận được mật thư tiếp theo trong thùng mật thư.
- Trong lộ trình này, hai thành viên của đội chơi phải mặc trang phục do chương trình cung cấp và mang theo một quả dừa có gắn chìa khóa đến khu vực được quy định. Họ không được tự lấy chìa khóa ra khỏi quả dừa mà phải để các chú khỉ ăn hoặc nghịch các quả dừa cho đến khi chìa khóa rơi ra. Sau khi lấy được chìa khóa, đội chơi sẽ hoàn thành nhiệm vụ.
- Trong lộ trình tiếp theo, các đội chơi phải tìm đường đến khu vực đi bộ dưới đáy biển Seawalker. Tại đây, mỗi thành viên của đội chơi phải chọn một chiếc chìa khóa để mở những chiếc hộp dưới đáy biển. Sau khi trang bị đầy đủ, họ sẽ đi xuống đáy biển và dùng chìa khóa để mở hộp. Nếu mở đúng chiếc hộp, mỗi thành viên sẽ nhận được một bài toán. Họ phải giải bài toán bằng tính nhẩm, sau khi có kết quả, hai thành viên phải cộng hai kết quả lại rồi lên bờ thông báo kết quả cho người giám sát. Nếu kết quả sai, đội chơi bị phạt 15 phút sau đó mới được làm lại. Nếu kết quả đúng, họ sẽ nhận được mật thư đi tiếp.
- Vượt rào: Ai thích bay?: Tại Hòn Tằm, đội chơi sẽ được cung cấp một chiếc flyingboard và điều khiển theo yêu cầu. Mỗi thành viên chỉ có 25 phút vừa tập vừa thực hiện bay 2 vòng không chạm nước và động tác cá heo 3 lần. Thành viên thực hiện quá thời gian sẽ bị phạt 10 phút và thực hiện lại. Khi hoàn thành họ sẽ nhận được mật thư đi tiếp.
- Lựa chọn kép: Các đội chọn giữa Trống.và Cát.
  - Chọn Trống: đọi chơi tìm đường đến Tháp Po Nagar - Nha Trang. Tại đây, đội chơi được xem đội trống chuyên nghiệp đánh 3 bài trống. Đội chơi có nhiệm vụ đánh lại ba bài trống đúng nhịp, đúng kỹ thuật và đúng động tác diễn như bài trống mẫu. Nếu sai, đội chơi bị phạt và phải đánh lại bài trống bị sai. Hoàn thành nhiệm vụ, đội chơi nhận được mật thư tiếp theo.
  - Chọn Cát: Các đội chơi tìm đến khu vực bờ biển được đánh dấu nằm sát đường Trần Phú - thành phố Nha Trang. Đội chơi được cung cấp dụng cụ và phải tạo hình một tác phẩm bằng cát theo nguyên mẫu. Khi hoàn thành, các đội chơi sẽ nhận được mật thư tiếp theo.
- Về đích: Tìm đường về đích tại nơi có dấu Bàn tay khổng lồ - khu du lịch Hòn Chồng. Đội về đích cuối cùng có thể bị loại.

### Chặng 9 (Nha Trang→Đà Lạt)
Nha Trang (Điểm xuất phát)
Lộ trình
- Đội chơi dựng lều và ngủ đến nửa đêm. Khi đó, họ sẽ nhận mật thư được người dân truyền vào.
- Đội chơi tìm đường đến Trường Phổ thông Trung học Trần Phú. Đội chơi sẽ nhận mật thư tiếp theo đặt trong thùng mật thư.
- Đội chơi tìm vali và mật thư trong căn phòng bóng tối. Trong phòng không có bất kì một ánh sáng nào. Đội chơi tìm được vali và mật thư sẽ giao lại cho MC Phan Anh tại điểm quy định, nếu không đội sẽ bị phạt 15 phút trước khi gặp MC và phải đua mà không có quyền lựa chọn. Đội chơi sẽ phải lựa chọn: Nhận số tiền 130 triệu đồng trong mật thư và dừng cuộc chơi hoặc nhận mật thư đi tiếp.
  - Lộ trình: Đội chơi đến sân golf Đà Lạt, thành viên chui vào quả bóng nhựa và thành viên còn lại phải đẩy quả bóng xuống, sao cho đổ chướng ngại vật đã đặt sẵn. Đội chơi có 10 phút để thực hiện 4 lần đẩy bóng chia đều cho hai thành viên, mỗi người 2 lần đẩy. Nếu không làm đổ hết 6 chai nhựa, đội chơi sẽ bị phạt 10 phút sau đó tiếp tục thực hiện thử thách.
  -  Nhảy cóc:Kéo xe ngựa Đội chơi đi taxi đến bến xe ngựa được đánh dấu tại đoạn giao nhau giữa đường Đinh Tiên Hoàng và Trần Quốc Toản. Đội chơi tìm chiếc xe ngựa có đánh dấu của chương trình và tự thuyết phục 2 vị khách lên xe và tự dùng sức để kéo xe ngựa đi theo lộ trình đã quy định. Trong khi một thành viên kéo xe, thành viên còn lại phải trò chuyện trên xe với khách sao cho họ không phàn nàn và bỏ đi. Ở những đoạn đường bằng phẳng, hai người chơi phải luân phiên kéo xe cho nhau. Chỉ ở những đoạn dốc, họ có quyền trợ giúp đẩy xe cho nhau. Khi hoàn thành, họ sẽ nhận mật thư tiến thẳng về đích, nếu không họ sẽ thực hiện các thử thách như các đội khác.
  - Vượt rào: Ai quyết tâm hơn?: Người tham gia vượt rào sẽ đứng tại chân thác và phải trả lời 10 câu hỏi. Sau đó, người không tham gia buộc phải trả lời 10 câu hỏi. Đáp án của hai người chơi buộc phải giống nhau. Nếu đáp án của hai người chơi khác nhau thì người không tham gia sẽ phải đứng ở điểm quy định và nhảy xuống thác một lần. Nếu tất cả các câu trả lời của hai thành viên đều trùng nhau sẽ nhận được mật thư đi tiếp.
  - Lộ trình: Nhảy bè:Ở lộ trình này,đội chơi di chuyển đến hồ nước tại làng cù lần. Tại đây,đội chơi phải đến điểm xuất phát và lần lượt đi qua những chiếc cầu và bản bè quy định để sang bờ bên kia của hồ nước. Trong quá trình di chuyển,nếu đội chơi bị rơi xuống nước thì phải quay lại bờ xuất phát và đi lại từ đầu. Hoàn thành nhiệm vụ, đội chơi sẽ nhận được mật thư về đích
  - Về đích:Đội chơi tìm đường đến làng cù lần.Đội chơi về sau cùng có thể bị loại

### Chặng 10 - Chặng Chung Kết: (Đà Lạt→Tây Ninh-Thành phố Hồ Chí Minh)
Đà Lạt (Điểm xuất phát)
Lộ trình
- Đội chơi tìm đường đến địa chỉ số 41 Trần Văn Trà - Thành phố Tây Ninh. Gặp anh Thế Anh để nhận mật thư tiếp theo.
- Đội chơi sẽ nhận được một chiếc xe tải gồm 150 thùng nước tăng lực và phải di chuyển cùng chiếc xe vào sân vận động Tây Ninh, xếp 150 thùng vào vị trí đã đánh dấu để làm ký tự đã bốc thăm. Sau khi xếp vào đúng vị trí, đội chơi sẽ nhận mật thư tiếp theo.
- Đội chơi tìm đến khu ruộng được đánh dấu. Một thành viên trong đội sẽ hướng dẫn thành viên còn lại vào ruộng bịt mắt và bắt một trong hai con vịt. Trong quá trình di chuyển, nếu chạm vào dây chun đội chơi sẽ bị phạt 10 phút. Sau khi đưa con vịt cho người giám sát, đội chơi sẽ nhận mật thư tiếp theo.
- Các đội chơi dùng xe do chương trình cung cấp đến số 331 Bến Vân Đồn - Thành phố Hồ Chí Minh để nhận mật thư.
- Lựa chọn kép: Các đội chọn giữa Vũ đạovà Kỹ thuật.
  - Chọn Vũ đạo: Đội chơi tìm đường đến vị trí đánh dấu tại công viên Hầm Thủ Thiêm, Quận 2 - Thành phố Hồ Chí Minh. Tại đây, đội chơi sẽ xem nhóm nhảy ngẫu hứng biểu diễn một bài nhảy popping. Đội chơi sẽ được hướng dẫn nhảy popping. Sau khi tập xong, hai thành viên thay thế vị trí của 2 người trong nhóm nhảy và biểu diễn lại đoạn popping đó. Khi vũ công giám sát đồng ý, đội chơi sẽ nhận mật thư tiếp theo.
  - Chọn Kỹ thuật: Đội chơi tìm đường đến bãi xe tải dưới chân cầu Phú Mỹ. Đội chơi sẽ được hướng dẫn tháo lắp bánh xe container. Sau đó họ phải vận dụng kỹ thuật vừa học để lần lượt tháo 3 bánh xe ra và vận chuyển bằng tay đi theo đoạn đường đến vị trí đánh dấu và lấy 3 bánh xe mới đẩy về vị trí cũ và lắp vào xe. Được người giám sát chấp nhận, đội chơi sẽ nhận mật thư tiếp theo.
- Trong lộ trình tiếp theo, đội chơi phải vận chuyển thùng nước qua lại bờ kênh theo quy định. Đội chơi sử dụng hai thanh thép do chương trình cung cấp để đưa thùng nước lên và di chuyển qua phần kia của con kênh. Các thành viên không được chạm nước, không để thùng hay thanh thép chạm nước và khi di chuyển trên xà bắt ngang, chỉ được di chuyển trong hai vạch cấm trên xà. Sau khi di chuyển đi và về vị trí cũ, đội chơi sẽ nhận mật thư tiếp theo.
- Đội chơi di chuyển đến bức tường được đánh dấu và một thành viên leo lên đỉnh, lấy 4 mảnh ghép của bản đồ xuống. Đội chơi mang 4 mảnh ghép vào phòng, gỡ các miếng đề can ra và tính nhẩm tổng quãng đường trong 10 chặng mà chúng ta đã đi qua. Đưa ra đáp án đúng, đội chơi sẽ nhận mật thư cuối cùng trong một cái hộp.
- Về đích: Tìm đường về đích tại Phố đi bộ Nguyễn Huệ. Đội về đích đầu tiên sẽ vô địch Cuộc đua kì thú 2015 và được đón mừng bởi các đội còn lại.